# Євразійський степ

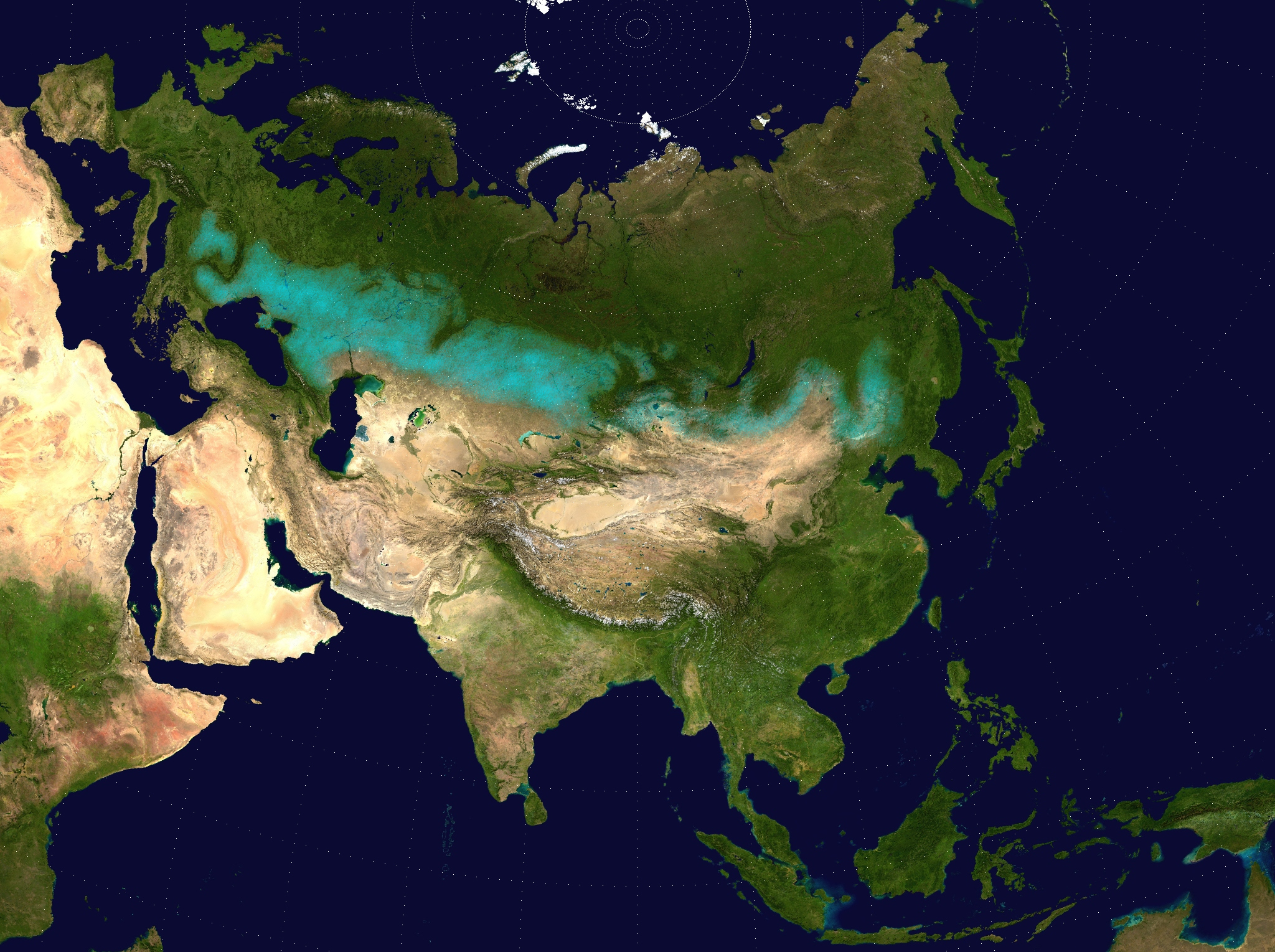
Смуга Євразійського степу (бірюзовим)

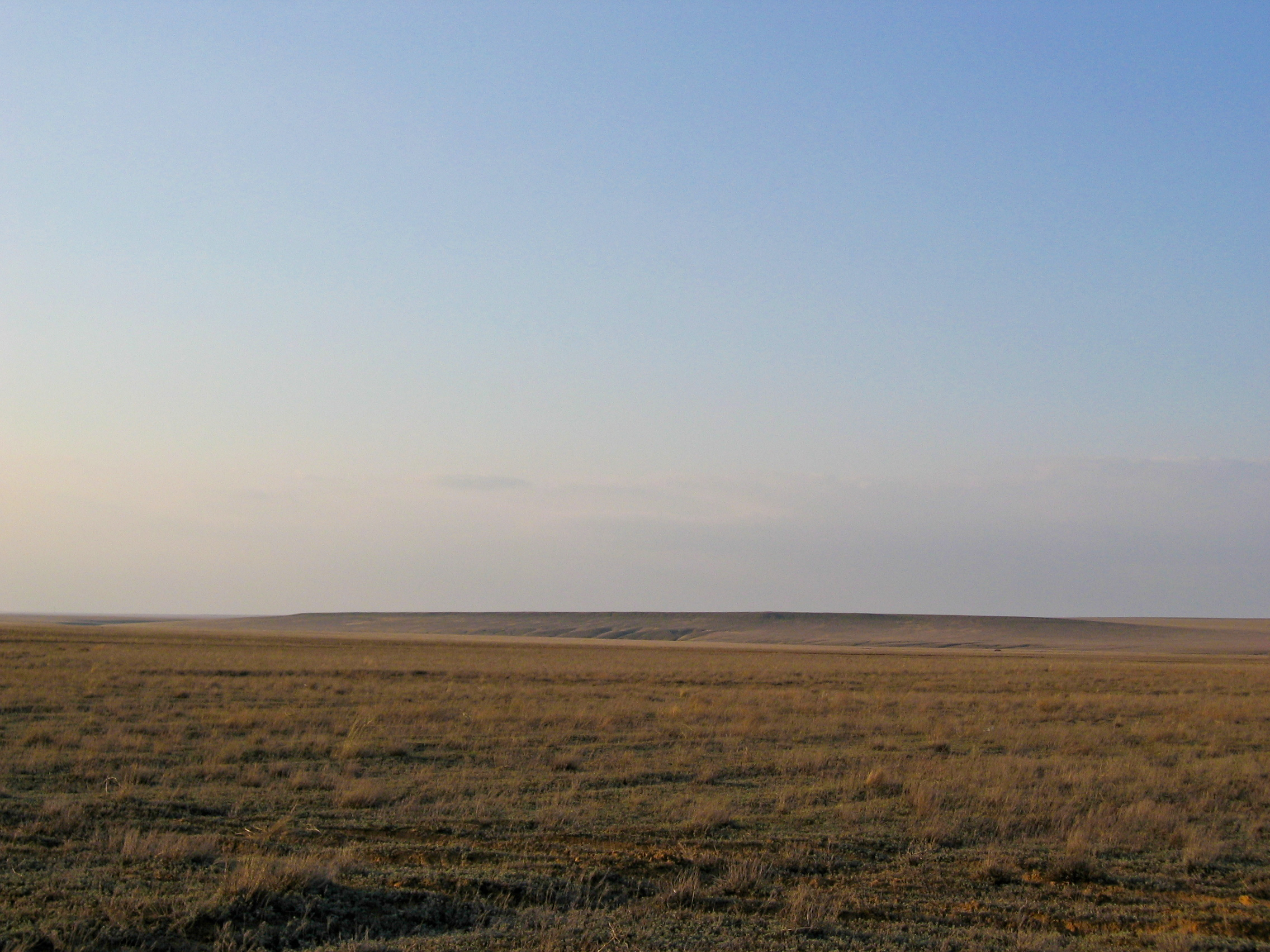
Степ західного Казахстану навесні

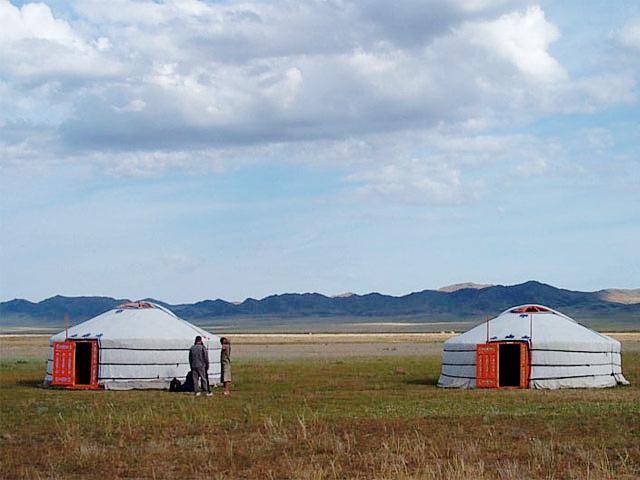
Степ в Монголії

Євразі́йський степ, або Вели́кий степ — величезна природна зона степів і лісостепів, яка простягається в Євразії від земель Угорщини до земель східного Китаю на понад 7000 км. Більша частина терену євразійського степу розташована в Центральній Азії.

## Екорегіони
Всесвітній фонд дикої природи поділяє Євразійський степ на декілька екорегіонів, що розрізняються за висотою, кліматом, кількістю опадів та іншими характеристиками:
- Степ Алаю і Західного Тянь-Шаню (Казахстан, Таджикистан, Узбекистан)
- Алтайський степ і напівпустеля (Казахстан)
- Даурський лісостеп (Китай, Монголія, Росія)
- Барабинський степ
- Степ Емінської долини (Китай, Казахстан)
- Казахський лісостеп (Казахстан, Росія)
- Казахський степ (Казахстан, Росія)
- Казахський дрібносопковик (Казахстан)
- Монголо-Маньчжурський степ (Китай, Монголія, Росія)
- Понтійський степ (Молдова, Румунія, Росія, Україна)
- Саянський міжгірський степ (Росія)
- Селенго-Орхонський лісостеп (Монголія, Росія)
- Південно-Сибірський лісостеп (Росія)
- Сухий степ передгір'їв Тянь-Шаню (Китай, Казахстан, Киргизстан)
- Пуста (Угорщина)

## Євразійський степ у контексті етногенезу
Євразійський степ — ареал повсюдного побутування класичних предметів озброєння, кінського спорядження та «звіриного стилю» в оформленні виробів.